# Тёфтинг, Стиг
Стиг Тёфтинг (дат. Stig Tøfting; род. 14 августа 1969, Хёрнинг, Сканнерборг) — датский футболист, полузащитник, наиболее известный по выступлениям за «Орхус», «Гамбург» и сборную Дании.

## Жизнь и карьера
Стиг родился в небольшом пригороде Орхуса и потому свою карьеру начал в главной команде города — «Орхусе», в этот клуб он неоднократно возвращался на разных этапах своей карьеры. Дебют Тёфтинга состоялся 29 октября 1989 года в матче против «Ольборга», выигранном со счётом 1:0. В 1992 году он выиграл Кубок Дании, летом того же года он в составе молодёжной сборной Дании принял участие в Олимпийских играх, сыграв в трёх матчах турнира, на котором национальная команда Дании не сумела выйти из группы. 30 января 1993 Стиг в товарищеском матче против США дебютировал в первой команде страны, которая на тот момент являлась действующим чемпионом Европы. В марте 1993 он сыграл за сборную в отборочном матче к Чемпионату мира.
В возрасте неполных 24 лет Стиг получил приглашение и за 500 тысяч немецких марок перешёл в «Гамбург», команду немецкой Бундеслиги, однако после трёх проведённых игр он получил травму колена, а восстановившись от неё, не сумел прочно занять место в составе, так как в то время в чемпионате Германии действовало ограничение на количество легионеров. В результате Тёфтинг отправился в аренду в датский «Оденсе», которому помог занять четвёртое место по итогам сезона 1993/94. В следующем сезоне он дважды побывал в аренде в своём родном клубе, и в итоге летом 1995 вернулся в «Орхус» уже на постоянной основе. Сумма трансфера составила около 1 миллиона 200 тысяч датских крон. В 1996 году он во второй раз выиграл Кубок Дании вместе с «Орхусом» и после трёхлетнего перерыва вернулся в состав сборной Дании и принял участие в чемпионате Европы 1996 года.
Летом 1997 года истёк срок действия его контракта с «Орхусом», и Стиг перешёл в «Оденсе», однако там дал знать о себе сложный характер Тёфтинга. Он не смог найти общего языка с тренером команды Роальдом Поульсеном и в октябре 1997 был отстранён от матчей клуба. Тёфтинг был готов перейти в «Брондбю», с которым уже были согласованы все условия, однако «Оденсе» неожиданно поднял запрашиваемую за этот трансфер сумму с одного миллиона крон до двух, и сделка сорвалась. В январе 1998 года Стиг Тёфтинг перешёл в немецкий «Дуйсбург». Клуб, только что вышедший в первую Бундеслигу, с ходу дошёл до финала Кубка Германии, но там уступил «Баварии». Тёфтинг получил очередной вызов в сборную Дании и в её составе принял участие в чемпионате мира во Франции.
В июне 1999 он получил условный двадцатидневный срок тюремного заключения за драку, в которой он принял участие во время своего отпуска в Орхусе. В следующем сезоне «Дуйсбург» выступал очень плохо, и остаток кампании Тёфтинг провёл снова в «Орхусе», а по окончании сезона поехал с командой Дании на Чемпионат Европы. Летом 2000 истекло его соглашение с «Дуйсбургом», и он перешёл в «Гамбург», в составе которого принял участие в розыгрыше Лиги чемпионов. Осенью 2001 года в «Гамбурге» сменился тренер, и Тёфтинг, опасаясь, что при новом менеджере, которым стал Курт Яра, ему не найдётся места в составе, решил сменить клуб.
В феврале 2002 года Стиг перешёл в «Болтон Уондерерс», однако месяц спустя получил травму, которая оставила его без футбола на два месяца, поставив тем самым под угрозу его участие в чемпионате мира, однако Тёфтинг успел восстановиться и, сыграв последний матч сезона в Премьер-Лиге, был включён Мортеном Ольсеном в состав сборной Дании, отправившейся в Японию и Корею. Во время этого турнира датский журнал «Se & Hør» опубликовал историю о том, как Тёфтинг в возрасте 13 лет пришёл домой и обнаружил тела своих родителей. Его отец застрелил жену, а потом покончил с собой. История получила широкий резонанс, потому что до того, об этом не было известно. Сам Тёфтинг не рассказывал об этом даже своим детям. В итоге главный редактор журнала был уволен. После того, как в первом матче плей-офф датчане проиграли англичанам, Стиг Тёфтинг заявил об окончании международной карьеры.
После завершения чемпионата мира Тёфтинг на вечеринке для игроков сборной ударил по голове владельца кафе, в котором проходила вечеринка. В октябре 2002 состоялся суд, и в результате Стиг был приговорён к четырём месяцам тюремного заключения. Время с апреля 2003 по июль того же года он провёл в тюрьме. Его контракт с «Болтоном» был сокращён до лета 2003 из-за постоянных травм, которые не давали ему играть после завершения чемпионата мира.
В июле 2003 он перебрался в китайский клуб «Тяньцзинь Тэда», в декабре его контракт закончился, и в феврале 2004 он снова вернулся в «Орхус». В июле 2004 он был оштрафован за рукоприкладство, а в декабре того же года был наказан клубом за своё поведение на рождественском обеде для игроков команды. Проведя следующий год в шведском «Хеккене», Тёфтинг вернулся в Данию, где закончил карьеру игрока в команде «Раннерс», вместе с которой он выиграл свой третий Кубок Дании и которой он помог выйти в Суперлигу. После завершения карьеру он остался в «Раннерс» и занимал в этом клубе пост ассистента главного тренера с 2007 по 2009 годы. В апреле 2010 стал ассистентом главного тренера в «Орхусе». По окончании сезона покинул клуб.

## Статистика

### Матчи Тёфтинга за сборную Дании
| Матчи Тёфтинга за сборную Дании | Матчи Тёфтинга за сборную Дании | Матчи Тёфтинга за сборную Дании | Матчи Тёфтинга за сборную Дании | Матчи Тёфтинга за сборную Дании | Матчи Тёфтинга за сборную Дании |
| ------------------------------- | ------------------------------- | ------------------------------- | ------------------------------- | ------------------------------- | ------------------------------- |
| №                               | Дата                            | Соперник                        | Счёт                            | Голы Тёфтинга                   | Соревнование                    |
| 1                               | 30 января 1993                  | США                             | 2:2                             | —                               | Товарищеский матч               |
| 2                               | 31 марта 1993                   | Испания                         | 1:0                             | —                               | Чемпионат мира 1994 (отбор)     |
| 3                               | 16 июня 1996                    | Хорватия                        | 0:3                             | —                               | Чемпионат Европы 1996           |
| 4                               | 28 мая 1998                     | Швеция                          | 0:3                             | —                               | Товарищеский матч               |
| 5                               | 24 июня 1998                    | Франция                         | 1:2                             | —                               | Чемпионат мира 1998             |
| 6                               | 3 июля 1998                     | Бразилия                        | 2:3                             | —                               | Чемпионат мира 1998             |
| 7                               | 27 марта 1999                   | Италия                          | 1:2                             | —                               | Чемпионат Европы 2000 (отбор)   |
| 8                               | 28 апреля 1999                  | ЮАР                             | 1:1                             | —                               | Товарищеский матч               |
| 9                               | 5 июня 1999                     | Беларусь                        | 1:0                             | —                               | Чемпионат Европы 2000 (отбор)   |
| 10                              | 9 июня 1999                     | Уэльс                           | 2:0                             | 1                               | Чемпионат Европы 2000 (отбор)   |
| 11                              | 18 августа 1999                 | Нидерланды                      | 0:0                             | —                               | Товарищеский матч               |
| 12                              | 4 сентября 1999                 | Швейцария                       | 2:1                             | —                               | Чемпионат Европы 2000 (отбор)   |
| 13                              | 8 сентября 1999                 | Италия                          | 3:2                             | —                               | Чемпионат Европы 2000 (отбор)   |
| 14                              | 10 октября 1999                 | Иран                            | 0:0                             | —                               | Товарищеский матч               |
| 15                              | 13 ноября 1999                  | Израиль                         | 5:0                             | 1                               | Чемпионат Европы 2000 (отбор)   |
| 16                              | 17 ноября 1999                  | Израиль                         | 3:0                             | —                               | Чемпионат Европы 2000 (отбор)   |
| 17                              | 29 марта 2000                   | Португалия                      | 1:2                             | —                               | Товарищеский матч               |
| 18                              | 26 апреля 2000                  | Швеция                          | 0:1                             | —                               | Товарищеский матч               |
| 19                              | 3 июня 2000                     | Бельгия                         | 2:2                             | —                               | Товарищеский матч               |
| 20                              | 11 июня 2000                    | Франция                         | 0:3                             | —                               | Чемпионат Европы 2000           |
| 21                              | 16 июня 2000                    | Нидерланды                      | 0:3                             | —                               | Чемпионат Европы 2000           |
| 22                              | 21 июня 2000                    | Чехия                           | 0:2                             | —                               | Чемпионат Европы 2000           |
| 23                              | 7 октября 2000                  | Северная Ирландия               | 1:1                             | —                               | Чемпионат мира 2002 (отбор)     |
| 24                              | 11 октября 2000                 | Болгария                        | 1:1                             | —                               | Чемпионат мира 2002 (отбор)     |
| 25                              | 15 ноября 2000                  | Германия                        | 2:1                             | —                               | Товарищеский матч               |
| 26                              | 24 марта 2001                   | Мальта                          | 5:0                             | —                               | Чемпионат мира 2002 (отбор)     |
| 27                              | 28 марта 2001                   | Чехия                           | 0:0                             | —                               | Чемпионат мира 2002 (отбор)     |
| 28                              | 25 апреля 2001                  | Словения                        | 3:0                             | —                               | Товарищеский матч               |
| 29                              | 2 июня 2001                     | Чехия                           | 2:1                             | —                               | Чемпионат мира 2002 (отбор)     |
| 30                              | 6 июня 2001                     | Мальта                          | 2:1                             | —                               | Чемпионат мира 2002 (отбор)     |
| 31                              | 15 августа 2001                 | Франция                         | 0:1                             | —                               | Товарищеский матч               |
| 32                              | 1 сентября 2001                 | Северная Ирландия               | 1:1                             | —                               | Чемпионат мира 2002 (отбор)     |
| 33                              | 5 сентября 2001                 | Болгария                        | 2:0                             | —                               | Чемпионат мира 2002 (отбор)     |
| 34                              | 6 октября 2001                  | Исландия                        | 6:0                             | —                               | Чемпионат мира 2002 (отбор)     |
| 35                              | 13 февраля 2002                 | Саудовская Аравия               | 1:0                             | —                               | Товарищеский матч               |
| 36                              | 17 мая 2002                     | Камерун                         | 2:1                             | —                               | Товарищеский матч               |
| 37                              | 26 мая 2002                     | Тунис                           | 2:1                             | —                               | Товарищеский матч               |
| 38                              | 1 июня 2002                     | Уругвай                         | 2:1                             | —                               | Чемпионат мира 2002             |
| 39                              | 6 июня 2002                     | Сенегал                         | 1:1                             | —                               | Чемпионат мира 2002             |
| 40                              | 11 июня 2002                    | Франция                         | 2:0                             | —                               | Чемпионат мира 2002             |
| 41                              | 15 июня 2002                    | Англия                          | 0:3                             | —                               | Чемпионат мира 2002             |

Итого: 41 матч / 2 гола; 19 побед, 10 ничьих, 12 поражений.

## Достижения
- Обладатель Кубка Дании: 1992, 1996, 2006
- Финалист Кубка Германии: 1998